# New Houlka
New Houlka è una città (town) degli Stati Uniti d'America, situata nella contea di Chickasaw, nello Stato del Mississippi.